# The Button
The Button (с англ. — «Кнопка») — онлайн-игра и социальный эксперимент, в котором присутствовала онлайн-кнопка и таймер обратного отсчета в 60 секунд, который сбрасывался каждый раз, когда кнопка была нажата. Эксперимент проводился на сайте социальной сети Reddit с 1 апреля 2015 года по 5 июня 2015 года. Запуск игры был произведён администрацией Reddit. Таймер обратного отсчёта кнопки несколько раз достигал нуля из-за технических сбоев, но был сброшен, когда пользователи предпринимали попытки нажать на кнопку. 5 июня 2015 года таймер обратного отсчёта достиг нуля без попыток нажатия на кнопку, после чего эксперимент закончился.
Кнопка привлекла внимание многих пользователей Reddit по всему миру, которые нажимали на кнопку с более миллиона уникальных учетных записей. Энтузиастами были созданы различные веб-сайты, расширения для браузеров и мобильные приложения, чтобы отслеживать живую статистику с доступом для пользователей к посещению кнопки, когда таймер упал ниже определённого порога.